# 萨雷马岛
萨雷马岛（瑞典语、德语：Ösel；拉丁语：Osilia），爱沙尼亚第一大岛，面积2673平方公里。萨雷马岛位于波罗的海里加湾西口处，北隔索埃拉海峽与希乌马岛相邻，南隔伊尔贝海峡与拉脱维亚相望。全岛属薩雷縣管辖，人口4万人，首府库雷萨雷，人口1.6万人。